# Канадская зерновая комиссия
Кана́дская зернова́я коми́ссия (англ. Canadian Wheat Board) была учреждена Парламентом Канады в 1935 году как система реализации для производителей пшеницы и ячменя. Местопребывание её руководства находится в Виннипеге (Манитоба).
Целью Зерновой комиссии является выравнивание конкурентных условий для всех производителей. Фермеры доставляют своё зерно по регламентированному графику. Комиссия выступает как уполномоченный по маркетингу для всех хлеборобов, которые вслед за предварительным платежом получают окончательный платёж, зависящий от цен и совокупных продаж.
Согласно официальному веб-сайту КЗК, она контролирует 20 % мирового товарооборота пшеницы и ячменя и поэтому является «крупнейшей в мире организацией по продаже пшеницы и ячменя».